# Bert Brac
Bert Brac ist das Sammelpseudonym für zahlreiche Komponisten, die in den 1970er- und 1980er-Jahren Musik für Kinder- und Jugendhörspiele von Europa geschrieben haben. Zu diesen Autoren gehören Heikedine Körting, Andreas Beurmann und der Hamburger Musiker Carsten Bohn (um die Carsten-Bohn-Autorenschaft entstand ein Rechtsstreit, siehe dort).